# Piragüisme als Jocs Olímpics d'estiu de 2024 - K-2 500m Masculí
La prova de K-2 500m masculina de Piragüisme en aigües tranquil·les als Jocs Olímpics de París 2024 serà la 10a edició de l'esdeveniment en unes Olimpíades. Aquesta modalitat va ser eliminada en els Jocs Olímpics de Londres 2012, per tornar a ser inclosa al calendari en aquesta edició. La prova es disputarà entre el 7 i el 9 d'agost del 2024 a l'Estadi nàutic olímpic de l'Illa de França, situat al municipi francès de Vaires-sur-Marne.
Els representants de l'equip espanyol Saúl Craviotto i Carlos Pérez són els vigents campions de la disciplina olímpica després de guanyar la medalla d'or als Jocs Olímpics de Pequín 2008, última edició de la prova. La medalla de plata fou pels alemanys Tim Wieskotter i Ronald Rauhe i la medalla de bronze la va aconseguir l'embarcació formada pels piragüistes belarussos Raman Piatrushenka i Vadzim Makhneu.
L'equip d'Alemanya és la selecció més guardonada, amb 3 medalles d'or, 1 medalla de plata i 1 medalla de bronze, en les 9 edicions que l'esdeveniment ha estat present als Jocs Olímpics. Les embarcacions alemanya de Kay Bluhm i Torsten Gutsche i neozelandesa de Ian Ferguson i Paul MacDonald, amb 2 medalles d'or cadascuna, són els piragüistes més guardonats en tota la història de la competició.

## Format
El sistema de competició consisteix en un format de 4 rondes (preliminars, quarts de final, semifinals i final), on els piragüistes competiran entre ells per anar avançant en les diferents curses. Les classificacions de cada ronda depenen de les embarcacions de cada cursa i de la posició final. La distància que hauran de recórrer són 500 metres en un caiac amb 2 piragüistes i les 3 primeres embarcacions que quedin en les primeres posicions a la final, guanyaran les medalles.

## Classificació
11 piragüistes s'han classificat per la prova olímpica. França, com a país amfitrió, ja estava classificada. Les 7 primeres places es van atorgar en el Campionat del Món de Piragüisme en aigües tranquil·les que es va disputar a Duisburg entre el 23 i el 27 d'agost del 2023. La resta de places s'han guanyat en les competicions continentals amb 1 plaça per cada federació continental. Les places es van assignar als països i després han estat les federacions nacionals qui han corroborat, o no, l'atleta classificat.
| Esdeveniment             | Data                  | Places | País         | Atleta classificat |
| ------------------------ | --------------------- | ------ | ------------ | ------------------ |
| Campionat del Món        | 23 - 27 agost 2023    | 7      | Portugal     |                    |
| Campionat del Món        | 23 - 27 agost 2023    | 7      | Portugal     |                    |
| Campionat del Món        | 23 - 27 agost 2023    | 7      | Hongria      |                    |
| Campionat del Món        | 23 - 27 agost 2023    | 7      |              |                    |
| Campionat del Món        | 23 - 27 agost 2023    | 7      | Espanya      |                    |
| Campionat del Món        | 23 - 27 agost 2023    | 7      |              |                    |
| Campionat del Món        | 23 - 27 agost 2023    | 7      | Austràlia    |                    |
| Campionat del Món        | 23 - 27 agost 2023    | 7      |              |                    |
| Campionat del Món        | 23 - 27 agost 2023    | 7      | Txèquia      |                    |
| Campionat del Món        | 23 - 27 agost 2023    | 7      |              |                    |
| Campionat del Món        | 23 - 27 agost 2023    | 7      | Alemanya     |                    |
| Campionat del Món        | 23 - 27 agost 2023    | 7      |              |                    |
| Campionat del Món        | 23 - 27 agost 2023    | 7      | Lituània     |                    |
| Campionat del Món        | 23 - 27 agost 2023    | 7      |              |                    |
| Classificació Àfrica     | 23 - 26 novembre 2023 | 1      | Sud-àfrica   |                    |
| Classificació Àfrica     | 23 - 26 novembre 2023 | 1      | Sud-àfrica   |                    |
| Classificació Oceania    | 14 - 18 febrer 2024   | 1      | Nova Zelanda |                    |
| Classificació Oceania    | 14 - 18 febrer 2024   | 1      | Nova Zelanda |                    |
| Classificació Àsia       | 18 - 21 abril 2024    | 1      | Kazakhstan   |                    |
| Classificació Àsia       | 18 - 21 abril 2024    | 1      | Kazakhstan   |                    |
| Classificació Panamèrica | 26 - 28 abril 2024    | 1      | Estats Units |                    |
| Classificació Panamèrica | 26 - 28 abril 2024    | 1      | Estats Units |                    |
| Classificació Europa     | 8 - 9 maig 2024       | 1      | Polònia      |                    |
| Classificació Europa     | 8 - 9 maig 2024       | 1      | Polònia      |                    |

## Medaller històric
| Posició | País              | Or | Argent | Bronze | Total |
| ------- | ----------------- | -- | ------ | ------ | ----- |
| 1       | Alemanya          | 3  | 1      | 1      | 5     |
| 2       | Nova Zelanda      | 2  | 0      | 0      | 2     |
| 3       | URSS              | 1  | 2      | 0      | 3     |
| 4       | Espanya           | 1  | 1      | 0      | 2     |
| 5       | Hongria           | 1  | 0      | 1      | 2     |
| 5       | Alemanya de l'Est | 1  | 0      | 1      | 2     |
| 7       | Austràlia         | 0  | 2      | 1      | 3     |
| 8       | Itàlia            | 0  | 1      | 1      | 2     |
| 9       | Polònia           | 0  | 1      | 0      | 1     |
| 9       | Suècia            | 0  | 1      | 0      | 1     |
| 11      | Belarús           | 0  | 0      | 2      | 2     |
| 12      | Canadà            | 0  | 0      | 1      | 1     |
| 12      | Romania           | 0  | 0      | 1      | 1     |